# Afrika Bambaataa
Lance Taylor, känd under sitt artistnamn Afrika Bambaataa, född 17 april 1957, är en amerikansk DJ från Bronx i New York.
Bambaataa var en mycket viktig person inom utvecklingen av hiphopen under 1970-talet. Han gör musik inom främst hiphop med influenser från drum'n'bass, house, funk, disco och ragga.
Bambaataa var en av de stora inom grundandet av hiphop i Bronx på 1970-talet. Han deltog i de stora kvartersfester som olagligen arrangerades på gatorna. Man tjuvkopplade ström från gatlamporna att driva sin PA-anläggning med. Bambataa började rappa till sin musik och då särskilt om att gängen på gatorna skulle göra upp i rap battles istället för att slåss och mörda på gatorna. Detta skedde faktiskt till stor del.

## Diskografi
- Planet Rock - The Album (1986)
- Beware (The Funk Is Everywhere) (1986)
- Death Mix Throwdown (1987)
- The Light (1988)
- The Decade of Darkness 1990-2000 (1991)
- Don't Stop... Planet Rock (The Remix EP) (1992)
- "Zulu War Chant" (1993)
- "What's the Name of this Nation?... Zulu" (1993)
- "Feel the Vibe" (1994)
- "Jazzin'" by Khayan (1996)
- Lost Generation (1996)
- Warlocks and Witches, Computer Chips, Microchips and You (1996)
- Zulu Groove (1997)
- "Agharta - The City of Shamballa" (1998)
- Electro Funk Breakdown (1999)
- Return to Planet Rock (1999)
- Hydraulic Funk (2000)
- Electro Funk Breakdown (2001)
- Looking for the Perfect Beat: 1980-1985 (2001)
- Dark Matter Moving at the Speed of Light (2004)
- Metal (2005)
- Metal Remixes (2005)